# Luis Guillermo Pérez
Luis Guillermo Peréz Casas (Líbano, 10 de diciembre de 1962) es un abogado colombiano de derechos humanos, en septiembre de 2022 fue nombrado como superintendente de subsidio familiar del gobierno de Gustavo Petro. Se desempeñó como Secretario General para las Américas de la Federación Internacional de Derechos Humanos . Ha representado a las Américas en la FIDH desde 2004 y en mayo de 2013 anunció su candidatura a la presidencia de la FIDH.
Pérez es abogado perteneciente al Colectivo de Abogados José Alvear Restrepo y forma parte de su asamblea general.

## Biografía
Pérez nació en el Líbano en el departamento de Tolima de la Región Andina de Colombia . Obtuvo su título de pregrado de la Universidad Nacional de Colombia y ha realizado estudios de posgrado en la Fundación para la Educación Superior y el Desarrollo de la Universidad Externado de Colombia, y ciencias políticas en Sciences Po Bordeaux y el Instituto de Estudios Políticos en Bruselas.

### Carrera profesional
Pérez se unió al Colectivo de Abogados José Alvear Restrepo (CAJAR) en 1987 y se convirtió en el secretario general para la región de las Américas de la Federación Internacional de Derechos Humanos (FIDH) en 2004. Ha representado a la FIDH ante la Unión Europea en Bruselas, la Corte Penal Internacional en La Haya, las Naciones Unidas en Ginebra y el Consejo Internacional en el Foro Social Mundial . Fue Secretario Ejecutivo de la Iniciativa de Copenhague para Centroamérica y México (CIFCA) durante ocho años, especializándose en las áreas de ayuda y desarrollo y el impacto de los tratados de libre comercio en los derechos humanos.
Anteriormente se desempeñó en el Comité de Expertos del Centro Nacional de Cooperación en Desarrollo (CNCD) entre 1997 y 1998 para la selección de proyectos en América Latina . En abril de 2018 Pérez visitó Europa, y en el Reino Unido presentó ante la Corte Penal Internacional pruebas de asesinatos políticos ocurridos en Colombia en 2017.
En el ámbito académico, Pérez ha enseñado Derecho Constitucional General y Comparado en el Departamento de Posgrado de la Escuela Superior de Administración Pública (ESAP), y Derecho Constitucional en la Academia Diplomática de San Carlos . También ha ocupado una cátedra en el Departamento de Derecho de la Universidad Nacional de Colombia.
También se ha desempeñado como comentarista permanente del programa de radio “Radio Air Libre Bruselas” que cubre temas relacionados con los derechos humanos en América Latina y ha aparecido en varios otros medios de comunicación.